# Ryan Sweeting
Ryan Sweeting (* 14. července 1987 Nassau, Bahamy) je bývalý americký profesionální tenista. Ve své dosavadní kariéře vyhrál jeden turnaj ATP ve dvouhře a jeden ve čtyřhře.

## Osobní život
V roce 2012 začal chodit s herečkou Kaley Cuoco, mimo jiné představitelkou blondýnky Penny v sitcomu Teorie velkého třesku. Později, v září 2013, se s ní zasnoubil. Vzali se 31. prosince téhož roku v Santa Susaně v Kalifornii. V květnu 2016 jejich manželství skončilo rozvodem.

## Finálové účasti na turnajích ATP (1)

### Čtyřhra – prohry (1)
| Legenda                                                       |
| ATP International Series Gold / ATP World Tour 500 Series (0) |
| ATP International Series / ATP World Tour 250 Series (1)      |

| Č. | Datum          | Turnaj       | Povrch | Partner      | Vítězové             | Výsledek |
| 1. | 11. duben 2009 | Houston, USA | antuka | Jesse Levine | Bob Bryan Mike Bryan | 6–1, 6–2 |

## Davisův pohár
Ryan Sweeting se zúčastnil 2 zápasů v Davisově poháru za tým Baham s bilancí 1–1 ve dvouhře a 0–2 ve čtyřhře.

## Postavení na žebříčku ATP na konci sezóny

### Dvouhra
| Rok    | 2006 | 2007   | 2008   |
| Pořadí | 369. | ▲ 249. | ▲ 214. |

### Čtyřhra
| Rok    | 2007 | 2008   |
| Pořadí | 146. | ▼ 410. |